# Song Time
Song Time — концертный альбом американской певицы Кармен Макрей, выпущенный в 1993 году на лейбле Hindsight Jazz.

## Об альбоме
Альбом содержит архивные записи, сделанные в 1960-х, когда Кармен Макрей провела несколько сессий для общественного радиошоу на джазовую тематику под названием The Navy Swings. Это были 15-минутные шоу, между песнями выступали рекруты военно-морских сил США, так что выступления представляли собой миниатюры продолжительностью в две-три минуты. Первые девять песен были записаны в 1963 году, остальные — в 1969.
Басист и барабанщик неизвестны, возможно, Виктор Спролз играл на басу на обеих сессиях или Пол Бреслин на сессии 1969 года. Согласно Норману Симмонсу в примечаниях к вкладышу, барабанщиком, возможно, был Уолтер Перкинс на сессии 1963 года и Фрэнк Северино на сессии 1969 года.

## Отзывы критиков
| Оценки критиков               | Оценки критиков |
| Источник                      | Оценка          |
| ----------------------------- | --------------- |
| AllMusic                      | [ 1 ]           |
| Encyclopedia of Popular Music | [ 2 ]           |

Лес Лайн из AllMusic написал: «Репертуар знаком по её пластинкам того времени (когда её голос был в расцвете сил), но интимная обстановка фортепианного трио, а не оркестровый фон, делает повторное открытие этих лент особенно приятным».

## Список композиций
1. «I’m Gonna Lock My Heart» (Джим Итон, Терри Шанд) — 1:57
2. «Thou Swell» (Лоренц Харт, Ричард Роджерс) — 1:04
3. «Fly Me to the Moon» (Барт Ховард) — 2:25
4. «Miss Brown to You» (Ральф Рейнджер, Лео Робин, Ричард А. Уайтинг) — 1:27
5. «Make Someone Happy» (Бетти Комден, Адольф Грин, Джул Стайн) — 2:24
6. «I Left My Heart In San Francisco» (Джордж Кори, Дуглас Кросс) — 2:43
7. «Just a Gigolo» (Джулиус Браммер, Ирвинг Сизар, Леонелло Казуччи) — 2:05
8. «Just in Time» (Бетти Комден, Адольф Грин, Джул Стайн) — 3:45
9. «Guess Who I Saw Today?» (Элисс Бойд, Мюррей Гранд) — 2:45
10. «He Loves Me» (Джерри Бок, Шелдон Харник) — 1:50
11. «Sounds of Silence» (Пол Саймон) — 2:24
12. «MacArthur Park» (Джимми Уэбб) — 2:38
13. «Star Dust» (Хоги Кармайкл, Митчелл Пэриш) — 3:06
14. «Day by Day» (Сэмми Кан, Аксель Стордаль, Пол Уэстон) — 2:17
15. «I Got It Bad (And That Ain’t Good)» (Дюк Эллингтон, Пол Фрэнсис Уэбстер) — 3:03
16. «The Right to Love» (Гарольд Леви) — 2:08
17. «Alfie» (Берт Бакарак, Хэл Дэвид) — 2:53
18. «Walking Happy» (Сэмми Кан, Джимми Ван Хьюзен) — 2:15

## Участники записи
- Кармен Макрей — вокал
- Норман Симмонс — фортепиано
- Пит Клайн — составитель, продюсер
- Джон Юнгклаус — сведение, звукорежиссёр, продюсер
- Том Грамулья — исполнительный продюсер
- Элиот Тигель — примечания